# Cidateneo
Cidateneo (in greco antico: Κυδαθήναιον?, Kydathénaion) era il nome di un demo dell'Attica, situato nella città di Atene, all'interno delle mura e a nord dell'Acropoli (che faceva parte del demo). Si estendeva fino all'Eridano ed, a ovest, fino all'Agorà.

## Etimologia
Il nome sembra derivare dalla composizione di "gloria" (in greco antico: κῦδος?, kûdos) e "Ateniese" (in greco antico: Ἀθηναῖος?, Athenâios).

## Descrizione
Questa zona fu il centro di Atene fino al VI secolo a.C. e, fino all'età dei Pisistratidi, ospitava l'Agorà. Rimase sempre un demo ricco grazie alle concerie e ai maglifici.
Sembra che a Cidateneo, sulle rive dell'Eridano, ci fosse un santuario di Eracle e, probabilmente, uno delle Eraclidi.